# Ceramica corinzia

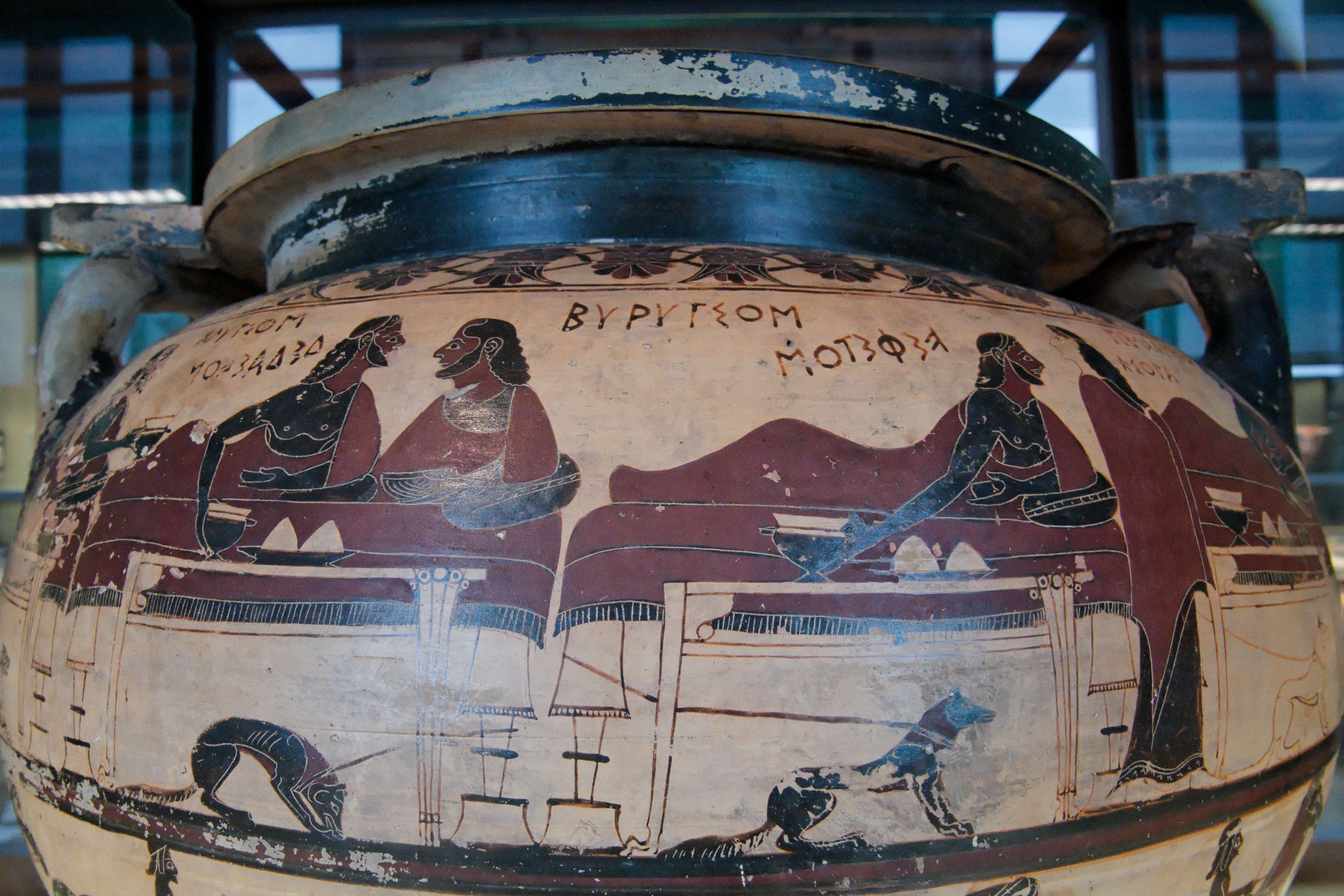
Cratere a colonnette (particolare), corinzio antico, 600 a.C., noto come Cratere di Eurito, Museo del Louvre E635.

La ceramica corinzia definisce per convenzione una classe di oggetti ceramici prodotti a Corinto a partire dal 625 a.C., cioè a partire dalla fine della ceramica protocorinzia, nei confronti della quale mantiene una certa continuità qualitativa dal punto di vista tecnico. La cronologia relativa usata per la descrizione della ceramica corinzia è in gran parte quella stabilita negli anni trenta del XX secolo da Humfry Payne, mentre la cronologia assoluta è discussa e basata prevalentemente su elementi stilistici. Si tratta di una produzione per lo più anonima che ebbe vasta diffusione commerciale ed entro la quale con difficoltà è stato possibile distinguere stili e botteghe; rarissimi ed eccezionali sono i vasi firmati (il nome di Timonidas è tra i più noti). La decorazione caratterizzata da ripetizione ed evoluzione di schemi prefissati distingue questa classe ceramica rispetto ad altre, ma la rende particolarmente uniforme. La larga esportazione in tutto il Mediterraneo della ceramica corinzia, in gran parte pixides, ariballoi e alabastra, forme alle quali si aggiunge un gran numero di kotylai, subì un brusco declino alla metà del VI secolo a.C., alcuni esemplari continueranno ad essere esportati ancora nel V secolo a.C. finché il commercio si limiterà alle anfore da trasporto.

## Decorazione a soggetto narrativo o a figure umane

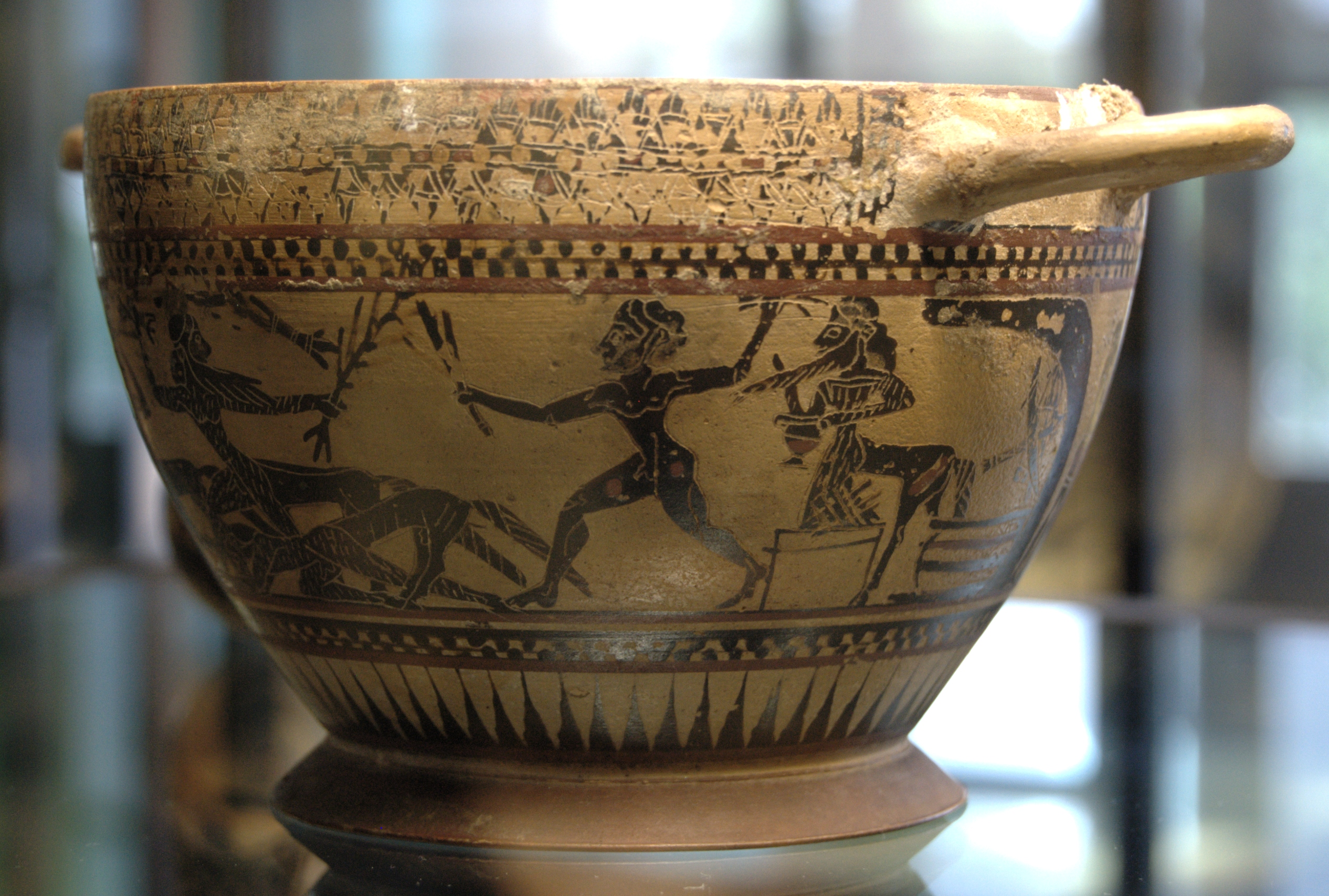
Skyphos, corinzio medio, 590-580 a.C., Museo del Louvre MNC677.

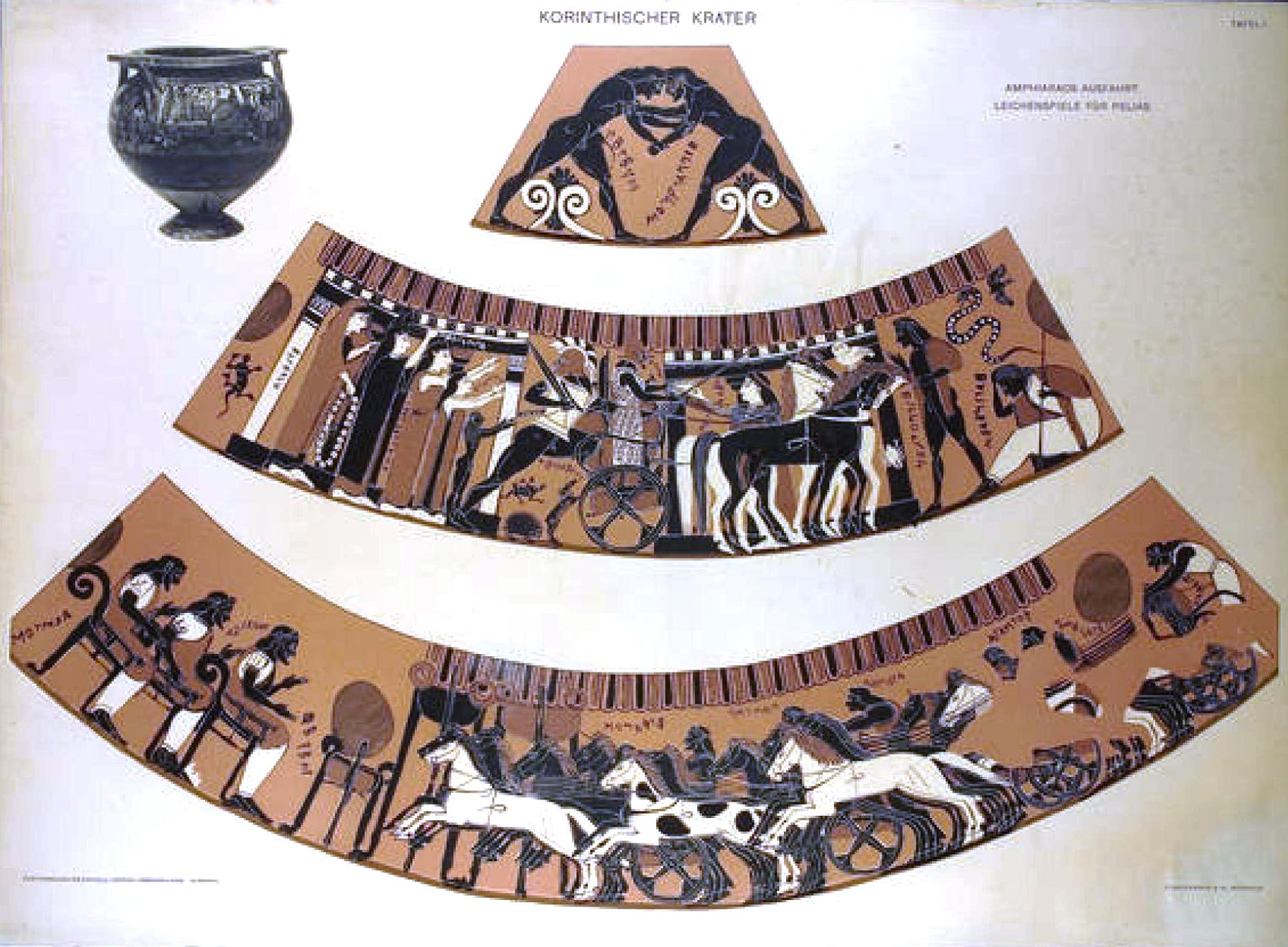
Pittore di Anfiarao, cratere a colonnette, corinzio recente, 570-560 a.C., Musei di Stato di Berlino, Antikensammlung 1655.

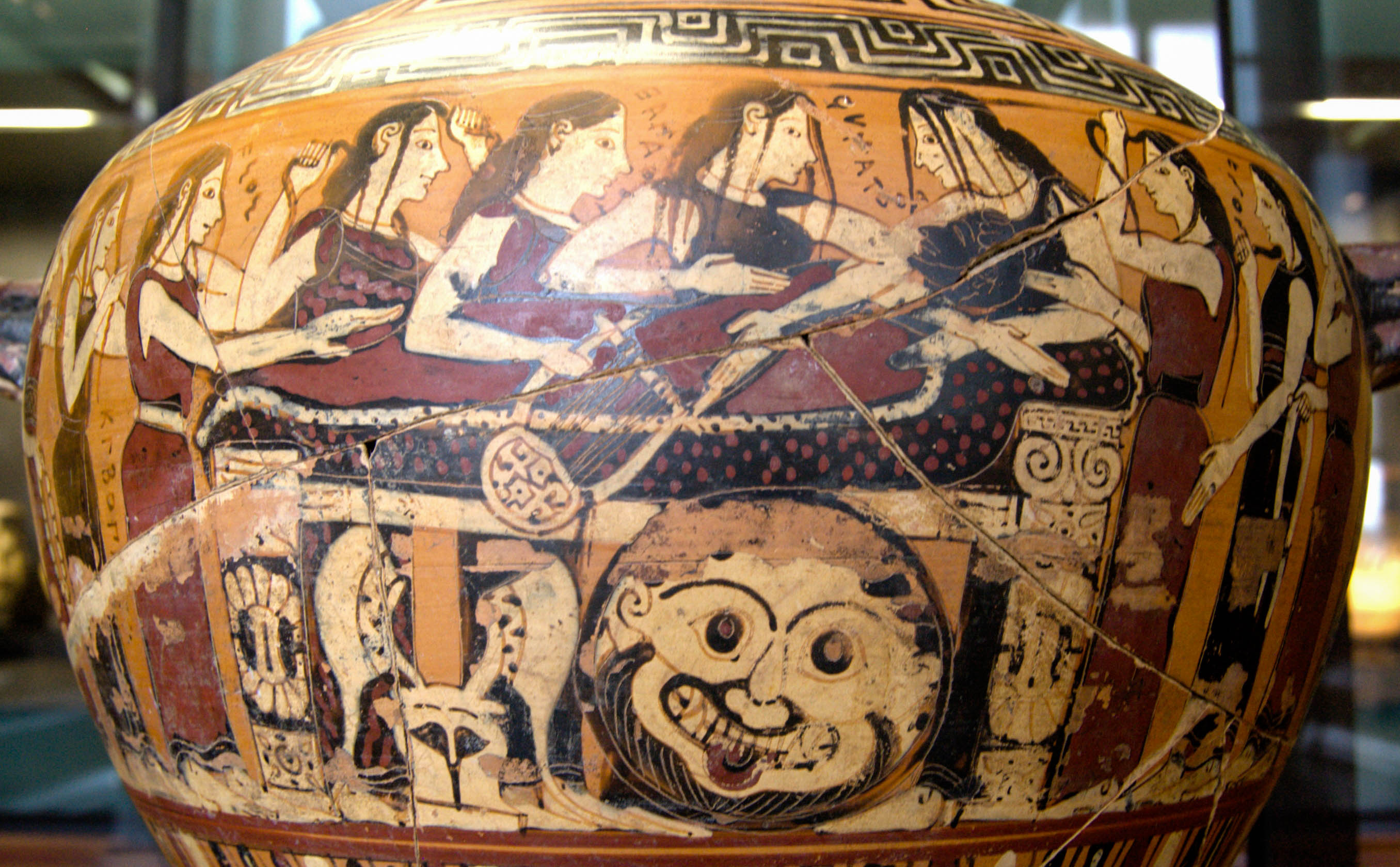
Pittore di Damon, hydria, corinzio recente, 550 a.C. circa, Museo del Louvre E643

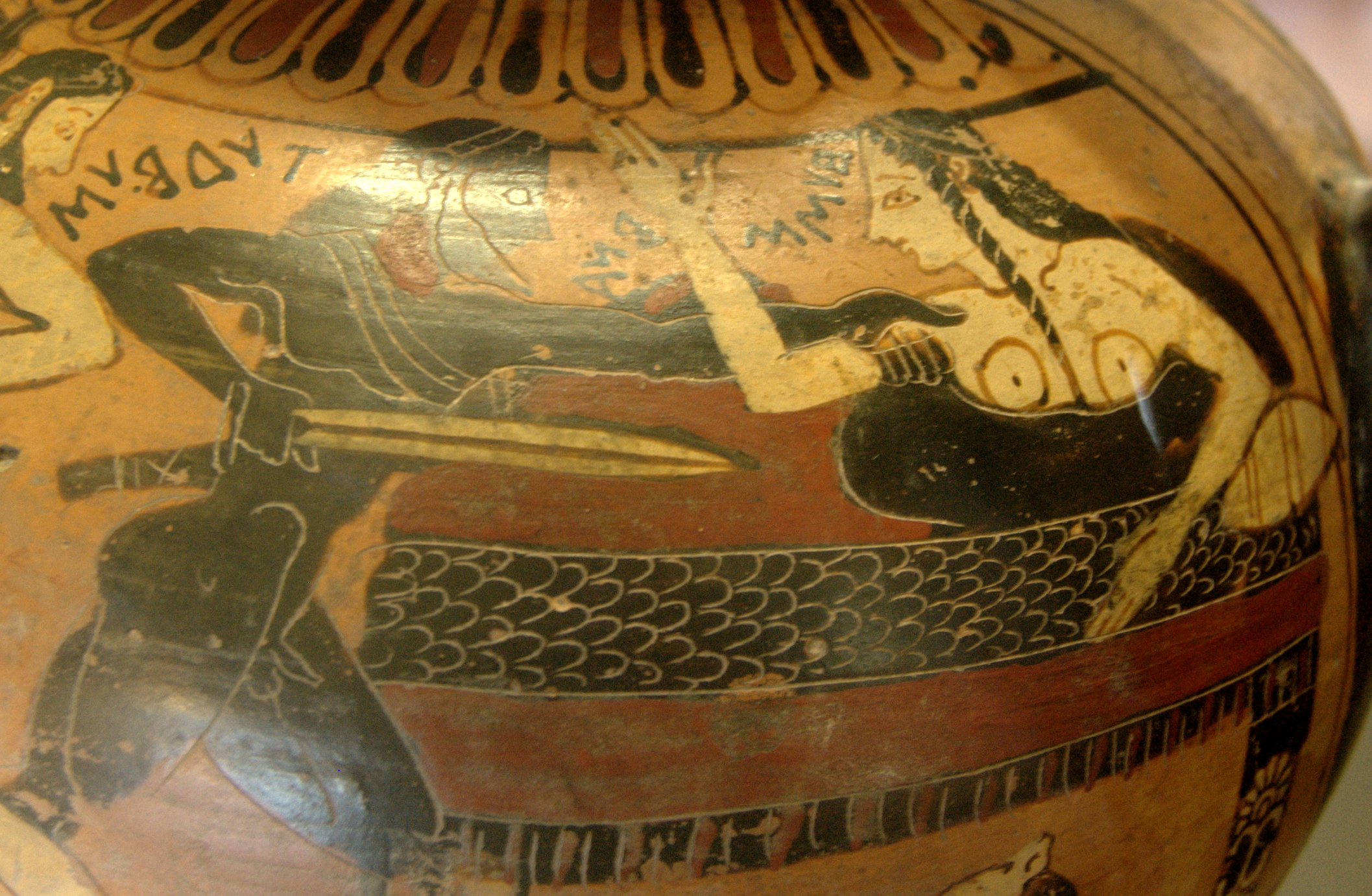
Pittore di Tideo, anfora a collo separato, corinzio recente, 560-550 a.C., Museo del Louvre E640.

All'inizio del VI secolo a.C. soprattutto sui vasi di grandi dimensioni come i crateri (ma anche su kotylai e tazze) si trova una decorazione figurata di qualità solitamente superiore allo stile orientalizzante più tipicamente corinzio. Sono frequenti le scene di caccia, le battaglie e i banchetti dove la policromia è sostituita abilmente dalle figure nere, ma dove il gusto narrativo, tipicamente attico, si dimostra poco adatto alla produzione corinzia nella difficoltà, o indifferenza, a rendere espliciti i soggetti mitologici, che solo raramente vengono individuati grazie alle iscrizioni. Nel Cratere di Eurito (il nome tradizionale deriva dalla scena sul lato principale con il banchetto di Eracle in casa di Eurito, Museo del Louvre, E635)  permane il disegno a contorno, il quale, come già nel protocorinzio, è tecnica raramente usata, e l'unico colore aggiunto è il rosso, che si alterna al nero in modo equilibrato sul fondo chiaro dell'argilla. Il Cratere di Eurito è un capolavoro della ceramica corinzia, ma più frequentemente in questo periodo i vasi corinzi di grandi dimensioni presentano figure circondate da decorazioni sovrabbondanti o oggetti atti a riempire il vuoto lasciato sul fondo. Il Cratere di Eurito è anche uno dei primi esempi di utilizzo del colore per differenziare il sesso delle figure.
Nella produzione del corinzio medio (600/590-570 a.C. circa) si distingue lo skyphos con la scena di Ercole presso l'antro del centauro Folo (Museo del Louvre MNC677). L'autore di questo vaso vi ha disegnato sul fondo la testa policroma di un guerriero, ma la fascia che decora i fianchi esterni (alta appena 4 cm) è a figure nere e in un vivace stile narrativo, raro nella ceramica corinzia, capace di sfruttare la forma del vaso. Si mantiene all'interno della tradizione invece uno dei pochi esemplari corinzi firmati (in questo caso da Timonidas), una bottiglia con la scena dell'agguato a Troilo da parte di Achille, il primo esempio conosciuto, (Museo archeologico nazionale di Atene A277) che pur condividendo con il precedente l'attenzione all'ambientazione dei personaggi svolge la narrazione come su di un piano pittorico. La compresenza su uno stesso vaso di figure nere per le scene narrative e della linea di contorno per i gorgoneia e alcuni particolari come le teste femminili rivela spesso la presenza di mani diverse, il che non stupisce nell'ambito di una produzione sempre più attenta alla quantità e quindi facilmente indotta alla parcellizzazione dei compiti.
Il disegno in grande scala non appartiene alla tradizione corinzia e verso la fine del corinzio medio anche le scene narrative vengono eseguite in larga parte sulle coppe e sulle kotylai, una produzione che avrà grande influenza sulle Coppe dei comasti ateniesi. 
Nello stesso periodo viene introdotta la tecnica del fondo rosso (Red ground style); questo ingubbio aranciato diviene una norma nel secondo quarto del VI secolo a.C. sui grandi vasi, ma viene usato solo per le zone principali della decorazione per evidenziarle tramite il contrasto con il giallo pallido delle altre parti del vaso. L'origine di questa tendenza stava nella volontà di emulare i vasi attici (e il Vaso François in particolare), ma l'esito mostra lo spirito pienamente corinzio che privilegia il colore aggiunto rispetto alle scure figure nere, fino al punto di convertire le regole e gli schemi del colore stesso usando il bianco anche per le carni maschili. Il disegno dimostra che vi erano anche in questo campo numerosi progressi, ma le vesti continuavano ad essere rappresentate come superfici piane colorate e senza pieghe. Mentre ad Atene si produceva un capolavoro come il Vaso François a Corinto il Cratere di Anfiarao ne possedeva la monumentalità, il tema epico, la disposizione sulla fascia di numerosi personaggi con gli edifici in secondo piano, se ne differenziava tuttavia per l'animazione dovuta alle grandi superfici colorate più che alla sapienza del disegno, le stesse superfici che sul cratere del Museo gregoriano etrusco (Pittore delle tre fanciulle, n. inv. 126, cratere a colonnette a figure nere, corinzio recente, 560 a.C. circa, terracotta, h 42.5 cm. Su una faccia: corteo nuziale. Sull'altra faccia: cavalieri) decorano un soggetto anonimo e privo di carattere narrativo. Dotata invece di una animazione emotiva anch'essa rara a Corinto è l'hydria con il lamento funebre delle Nereidi sul corpo di Achille (Louvre E643), che si pone ormai al termine del corinzio tardo I (570-550 a.C. circa).
Come in Attica intorno alla metà del VI secolo a.C. anche a Corinto alcuni vasi dimostrano la ricerca di un nuovo tipo di rappresentazione con scene drammatiche all'interno di riquadri ristretti: lo vediamo nell'anfora del Louvre con Tideo che uccide Ismene (E640), dove si vede un esempio di applicazione del bianco per il corpo maschile dell'amante che fugge.